# Rakiszki (stacja kolejowa)
Rakiszki (lit. Rokiškis) – stacja kolejowa w miejscowości Rakiszki, w rejonie rakiszeckim, w okręgu poniewieskim, na Litwie. Położona jest na linii Radziwiliszki – Dyneburg. Jest to litewska stacja graniczna na granicy z Łotwą. Stacją graniczną po stronie łotewskiej jest Eglaine.

## Historia
Stacja powstała w XIX w. na odgałęzieniu Kolei Libawsko-Romieńskiej. W okresie międzywojennym, inaczej niż obecnie, nie była ostatnią stacją przed granicą z Łotwą. Likwidacja stacji i przystanków pomiędzy Rakiszkami a Łotwą miała miejsce po upadku Związku Sowieckiego.